# 树形王藓
树形王藓（学名：Kindbergia arbuscula）为青藓科王藓属下的一个种。